# The Miracle of Life
The Miracle of Life (O Milagre da Vida) é um documentário sueco de 1982, contendo as imagens produzidas pelo fotógrafo científico Lennart Nilsson e dirigido pelo jornalista Bo G. Erikson. Foi coproduzido pela Televisão Sueca.
Após seu lançamento, o filme ganhou vários prêmios de prestígio, incluindo o prêmio Emmy Internacional e o Peabody Award, ambos em 1983; e o Blue Ribbon do American Film Festival. Uma sequência do documentário foi produzido pela NOVA em 2001, explicando alguns processos em maior detalhe e apresentando avanços na compreensão e tecnologia de imagem.

## Sinopse
Documentário que mostra o ciclo reprodutivo humano desde a concepção até o nascimento, através do uso de câmeras microscópicas dentro do corpo humano.

## Elenco
- Paul Vaughan ... Ele mesmo (narração)